# ヘマトポジン
ヘマトポジン(Haematopodin)は、ヘマトポジンBよりも安定なヘマトポジンBの分解生成物である。両方の化合物がチシオタケ(Mycena haematopus)で見られるが、ヘマトポジンだけは担子器果でも痕跡量が見られる。batzellinやdamironeとして知られる、1,3,4,5-テトラヒドロピロール[4,3,2-デ]キノリン構造を持つ類似の色素は、海綿動物で見られる。ヘマトポジンの化学合成は1996年に報告されている。合成の重要な段階は、3-[(2,4-ジメトキシベンジル)アミノ]-1-プロパノールのインドール-6,7-キノンへの付加と、トリフルオロ酢酸中でのこの付加物の環化である。